# Црква Светог Николе у Љуботену
Црква Светог Николе у Љуботену је српска средњовековна православна црква која се налази у селу Љуботен, недалеко од Скопља, у Скопској Црној Гори. Црква је посвећена Светом Николи.

## Историја
Према натпису који је урезан у камену изнад главног улаза, цркву је саградила 1337. године, у време краља Стефана Душана, властелинка „госпођа Даница” са синовима. Сматра се да је Даница, мајка заповедника града Звечана и Ситнице, у то време била господар жупе Скопска Црна Гора. За време Турака црква је напуштена и претрпела је озбиљна разарања, због насиља Албанаца. Налазила се у прилично руинираном стању, откривена са фрескама које су непрекидно пропадале. Храм је обновљен 1928. године, чиме је донекле добио свој стари изглед. У цркви се налазе портрети краља Душана, његове жене Јелене и сина Уроша.

## Архитектура
Црква је саграђена у облику уписаног крста са куполом на средини. Основа грађевине има облик правоугаоника постављеног дужом осовином у правцу запад-исток, са олтарском апсидом на источној страни. Купола, заједно са четири ступца који носе куполу и њену доњу структуру, постављена је на подужној осовини грађевине. Олтарска апсида је својом унутрашњом ивицом полукружног зида прислоњена уз спољну страну источног зида цркве, што је омогућило да се повећа дужина источног травеја, односно олтарског простора. Камени ступци који су носили горљу конструкцију цркве плод су брижљиве клесарске обраде. Урађени су од добро тесаног и углачаног бигра. Два су улаза у цркву, главни са западне стране и јужни улаз. Простор цркве је осветљен прозорима у традиционалном ритму, преко тамбура куполе, олатрске апсиде и бочниих старна три травеја. Зидови цркве су били у целини покривени фрескама.
Нераван терен је савладан слободним зидањем од ломљеног камена и ситних квадара до висине од приближно 60 цм на јужној и 40 цм на северној страни. На два угла су уграђени крупни блокови камена пешчара. Од њихове горње ивице почиње ритмичко слагање слојева од камена и опеке. Украсни лукови належу на седми ред камена, бројано према првој хоризонтали, која је успостављена изнад земљишта. На седмом реду опеке су украшене површине у луковима, што значи да је украс нижи од основа лука за висину реда од камена. На бочним фасадама наглашен је средљи део, завршен куполом. Обележје фасаде су три декоративна лука, који наговештавају основну поделу простора на три травеја. Основа северног зида је образована од крупних тесаника пешчара, што је на фасади исказано у виду пажљиво обрађене подлоге, завршене у једној хоризонталној равни. На реду направљеном од великих камених блокова положена су два реда опеке, затим следи ритмичко смењивање редова камена са слојевима опеке. Делимично разорена па обновљена, јужна фасада је у основним облицима слична северној. Склоп целине чине велики средњи и бочни лукови, са површинама које уоквирују.
Купола је уграђена у квадратну основу чија страна износи око 3 м. На западној страни је 301 цм, а на источној 312 цм. Унутрашња страна апсиде има основу у облику полукруга, чији је полупречник незнатно краћи од геометријски идеалне мере (118 према 250 цм). Отвор апсиде је постављен на линији спољне стране источног зида. Највећи је средњи травеј, западни је осетно дужи од источног, али продужен за дебљину источног зида средњи део олтарског простора је по дужини приближан дужини западног травеја.